# Ecce homo (Mantegna)
Pour les articles homonymes, voir Ecce homo (homonymie).
Ecce homo  est un tableau de 1500 du peintre  de la Renaissance Andrea Mantegna, conservé aujourd'hui au musée Jacquemart-André, à Paris.

## Histoire
La peinture est a tempera à la colle et or sur une toile tendue sur un panneau de 54 × 42 cm, apparemment toujours sur son support d'origine aujourd'hui, sans trace de vernis.
Il s'agit d'une œuvre de la fin de la vie de Mantegna (mort en 1506).

## Thème
Ce thème de l'Ecce Homo (littéralement « Voici l'Homme ! ») de l'iconographie de la peinture chrétienne, expose un Christ supplicié présenté à la foule par Ponce Pilate (qui peut être visible ou non dans la scène).
Traditionnellement les traces du supplice doivent être visibles, flagellation, couronne d'épines, mains attachées, ainsi que la présence des dignitaires juifs, les plaignants auprès de l'autorité romaine.

## Composition
Le buste du Christ occupe la totalité du tableau et seules les têtes des plaignants juifs sont visibles à gauche et à droite. Des inscriptions sur des papiers simulés en trompe-l'œil expliquent la scène : CRUCIFIGE EUM/TOLLE EUM [Crucifiez-le, Prenez-le] à gauche et CRUCIFIGE EUM/ CRUCIFIGE TOLLE EV CRUCIFIGE à droite. Un texte apparaît également sur un papier posé en coiffe sur la tête du dignitaire juif de gauche dans un simulacre d'hébreu. Deux des figures sont de trois-quarts tournées vers Jésus, chacun a une de ses mains posée sur les épaules du Christ pour le maintenir captif. Trois autres figures sont très partiellement visibles, apparaissant en pénombre dans le fond,  une de profil à gauche est presque confondue avec la figure de gauche  avec une autre de face encore plus sombre, une autre à droite de face est discernable.
Le Christ porte les traces de flagellation sur le torse, les bras, les mains. Une couronne d'épines lui ceint la tête et fait perler des gouttes de sang. Une corde lui noue les mains, et une autre lui est passée autour du cou, dont le nœud coulant est visible.
Une auréole dorée entoure la tête du Christ.

## Analyse
Le cadrage est très resserré sur le buste du Christ, les personnages, des dignitaires juifs, comme l'affirme le texte placé sur une des têtes, sont réduits à leurs faces et à un rictus appuyé pour deux des leurs, placés dans la lumière. Ils sont accompagnés par d'autres personnages constituant une foule unanime remplissant tout l'arrière-plan qui, s'ils ne participent pas directement à la violence des rictus, assistent passifs (non volens) à la scène. Peut-être sont-ils représentés pour que le spectateur s'identifie à eux.
Si la condamnation est unanime (par les Juifs et les Romains) attestée par les inscriptions en pseudo-hébreu et en latin, seuls les tortionnaires juifs sont visibles et expriment la culpabilité de l'Homme condamnant à mort son Sauveur, Jésus-Christ.

## Sources
- Salmazo

## Œuvres similaires
- Ecce Homo, par Le Caravage, conservé au Palazzo Bianco de Gênes,
- Ecce Homo, par Jérôme Bosch, conservé à Francfort-sur-le-Main,
- Ecce Homo, par  Giandomenico Tiepolo, conservé au musée des beaux-arts de Caen
- Ecce Homo, de Quentin Metsys, conservé au musée du Prado,
- Ecce Homo, du Titien, conservé au musée du Prado,
- Ecce Homo, du Corrège, conservé à la National Gallery de Londres,
- Ecce Homo, du Tintoret, conservé à la Alte Pinakothek de Munich,
- Ecce Homo, d'Honoré Daumier, conservé au Museum Folkwang d'Essen,